# Chewton (Pennsylvanie)
Chewton est une census-designated place située dans le comté de Lawrence, dans l’État de Pennsylvanie, aux États-Unis. Lors du recensement de 2020, elle compte 395 habitants.